# Methenolon
Methenolon, auch Metenolon, ist eine organische chemische Verbindung aus der Gruppe der Steroide. Als Arzneistoff Primobolan® zeigt es geringe androgene, aber starke anabole Wirkung.
Methenelon wird entweder als Methenolonenantat (Primobolan Depot) intramuskulär injiziert oder oral als Methenolonacetat (Primobolan S) eingenommen. Das Steroid wird nach peroraler Aufnahme rasch und vollständig resorbiert; nach etwa 3,5 h sind 90 % zu Konjugaten metabolisiert. Die Plasmahalbwertszeit beträgt etwa einen Tag. Die Elimination erfolgt je zur Hälfte über Urin und Stuhl. Die Ester Methenolonacetat und Methenolonenantat sind länger wirksam, da sie – je nach Gewebe – zunächst in Methenolon und die entsprechende Säure umgesetzt werden müssen. Die androgene Wirkung entspricht funktionell der des Dihydrotestosterons (Androstanolon).
Zu den Nebenwirkungen zählen Prostatawachstum, Kopfhaarausfall, Haarwuchs am Körper, Akne und bei Frauen eine Vermännlichung durch Klitoriswachstum, Bartwuchs und Stimmvertiefung.
Primobolan wurde von der Schering AG in Deutschland und Mexiko hergestellt und wird heute von der Bayer AG hergestellt. Die Einnahme war in den 1970er-Jahren in Bodybuildingkreisen stark verbreitet.